# Mare de Déu de la Salut de Tona
La Mare de Déu de la Salut de Tona és una capella de Tona (Osona) inclosa a l'Inventari del Patrimoni Arquitectònic de Catalunya.

## Descripció

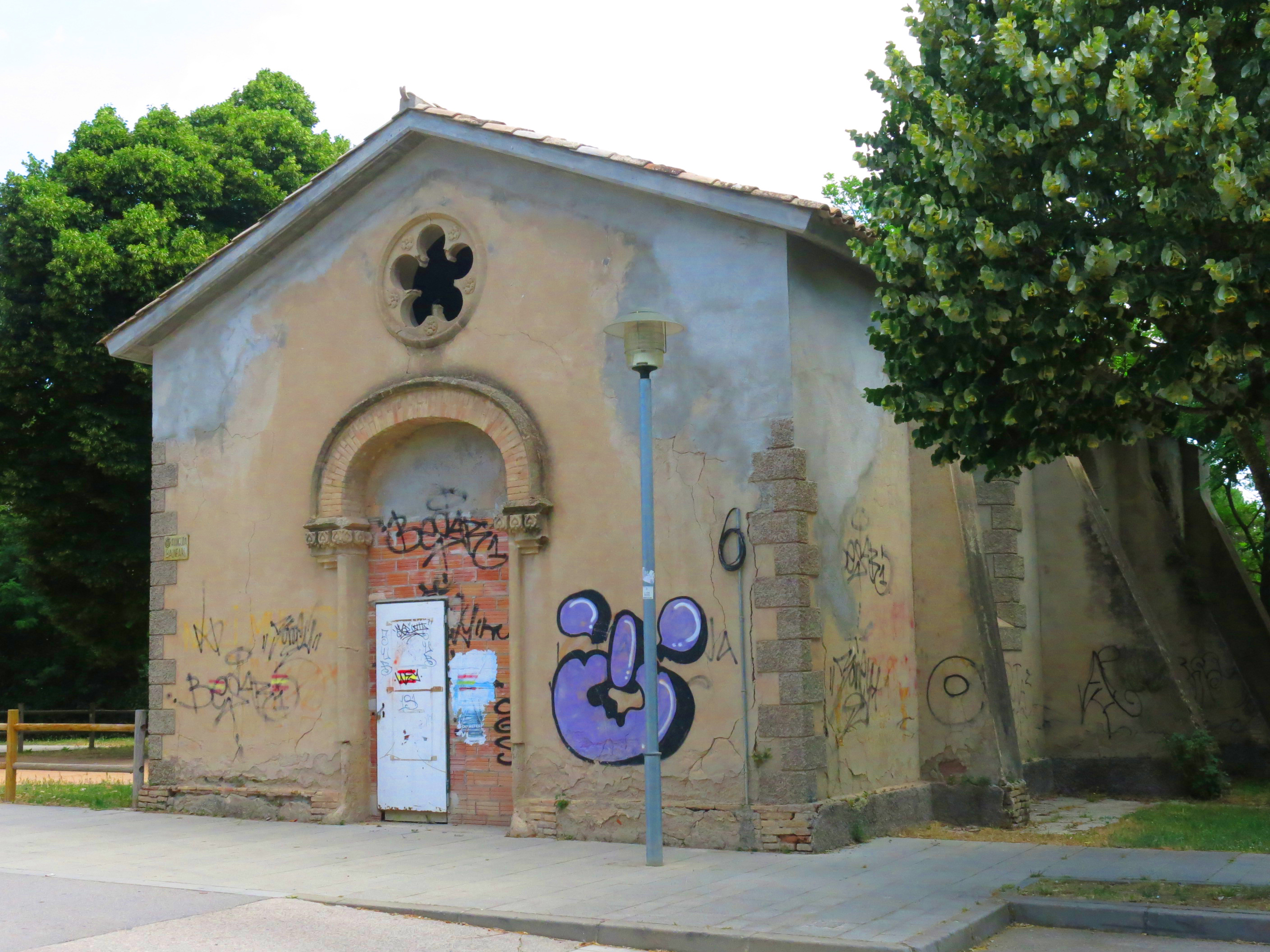
Façana

Capella d'una sola nau, coberta a doble vessant, amb contraforts a les parets laterals, grans finestrals d'arc de mig punt entre els contraforts i una porta principal amb un arc carpanell de cinc punts, que recolza sobre una imposta decorada amb motius vegetals i una columna de secció molt prima adossada als brancals. Sobre la porta i sota teulada un rosetó il·lumina l'interior.

## Història
Quan es va acabar la guerra Civil, l'estiueig es convertí en un fenomen que canvià la vida dels tonencs. Els nous fabricants, funcionaris i botiguers i tota la gent afavorida per la nova situació econòmica celebrava misses, en castellà, al barri de la Roqueta. El 1930, Mn. Valentí Vilaregut va obtenir el permís per celebrar-hi missa dominical des de juliol a octubre. Però Mn. Planas, el 1943, va fer cessar aquesta pràctica al·legant que anessin a la nova església. El 24 de juliol de 1944 el bisbe P. Perelló, d'acord amb una instància presentada pels estiuejants, tornà a restablir-hi el culte. Actualment està tancada i abandonada.